# 中国建筑第五工程局
中国建筑第五工程局有限公司（China Construction Fifth Engineering Division Corp., LTD，简称中建五局），原为中国建筑五局，成立于1981年4月8日，于2007年12月12日改制为有限责任公司。注册地址为湖南省长沙市雨花区井湾路249号，主营业务为房屋建筑工程总承包；市政公用工程施工总承包；机电安装工程施工总承包；地基与基础工程、建筑装修装饰、钢结构工程专业承包；钢结构加工等，主要生产经营地在中国境内，在海外也有经营。

## 历史
中国建筑第五工程局有限公司前身为1965年组建的贵州遵义国家导弹基地061工程施工指挥部。1968年，改为建工部101工程指挥部。1971年，入湘建设068基地。
1974年，101工程指挥部与103工程指挥部合并成立国家建委第二工程局。1976年，迁至唐山参加唐山大地震震后重建工作，同年成立国家建委第二工程局湖南指挥部。1977年，国家建委第二工程局湖南指挥部改编为国家建筑工程总局直属第五工程局。1982年，划归至中国建筑工程总公司，更名为中国建筑第五工程局。